# Exechesops
Exechesops är ett släkte av skalbaggar. Exechesops ingår i familjen plattnosbaggar.

## Arter[1]
- Exechesops antiallus
- Exechesops auritus
- Exechesops bakeri
- Exechesops bos
- Exechesops capensis
- Exechesops clivinus
- Exechesops coomani
- Exechesops cristatus
- Exechesops diopsideus
- Exechesops discoidalis
- Exechesops fernandus
- Exechesops griseus
- Exechesops helmiscus
- Exechesops horni
- Exechesops infortunatus
- Exechesops jordani
- Exechesops kalshoveni
- Exechesops latifrons
- Exechesops latipes
- Exechesops latus
- Exechesops leptipus
- Exechesops leucopis
- Exechesops lituratus
- Exechesops molitor
- Exechesops monstrosus
- Exechesops phodinus
- Exechesops quadrituberculatus
- Exechesops rectimargo
- Exechesops semnus
- Exechesops simus
- Exechesops tibialis
- Exechesops triangularis
- Exechesops vigens